# Bergsprovinsen

Provinsens läge i Filippinerna

Bergsprovinsen (engelska Mountain Province) är en provins på ön Luzon i Filippinerna. Den ligger i Kordiljärernas administrativa region och har 160 300 invånare (2006) på en yta av 2 097 km². Administrativ huvudort är Bontoc.
Provinsen är indelad i 10 kommuner.